# Manic Street Preachers
Die Manic Street Preachers sind eine britische Rock-Band aus Wales.
Die Band hatte ein Nummer-Eins-Album in den Britischen Musikcharts, fünf weitere Alben erreichten den zweiten Platz und zwei Singles kamen auf die Spitzenposition. Bei den Brit Awards 1996 und 1999 gewannen sie die beiden Preise Beste Band und Bestes Album. Die Band spielt melodischen Rock, anfangs noch von Punk und Glam-Rock geprägt, im Laufe der Zeit wurde ihr Sound poppiger und souliger.
Die Band pflegt ein offensives und vom Sozialismus beeinflusstes Image, das sich in Liedtexten und in ihrem Auftreten in der Öffentlichkeit zeigt. So widmeten sie Arthur Scargill, dem Gewerkschaftsvorsitzenden der britischen National Union of Mineworkers, einen Preis; sie waren auch die erste westliche Band, die nach der kubanischen Revolution von 1959 ein Konzert auf Kuba gab.

## Bandmitglieder

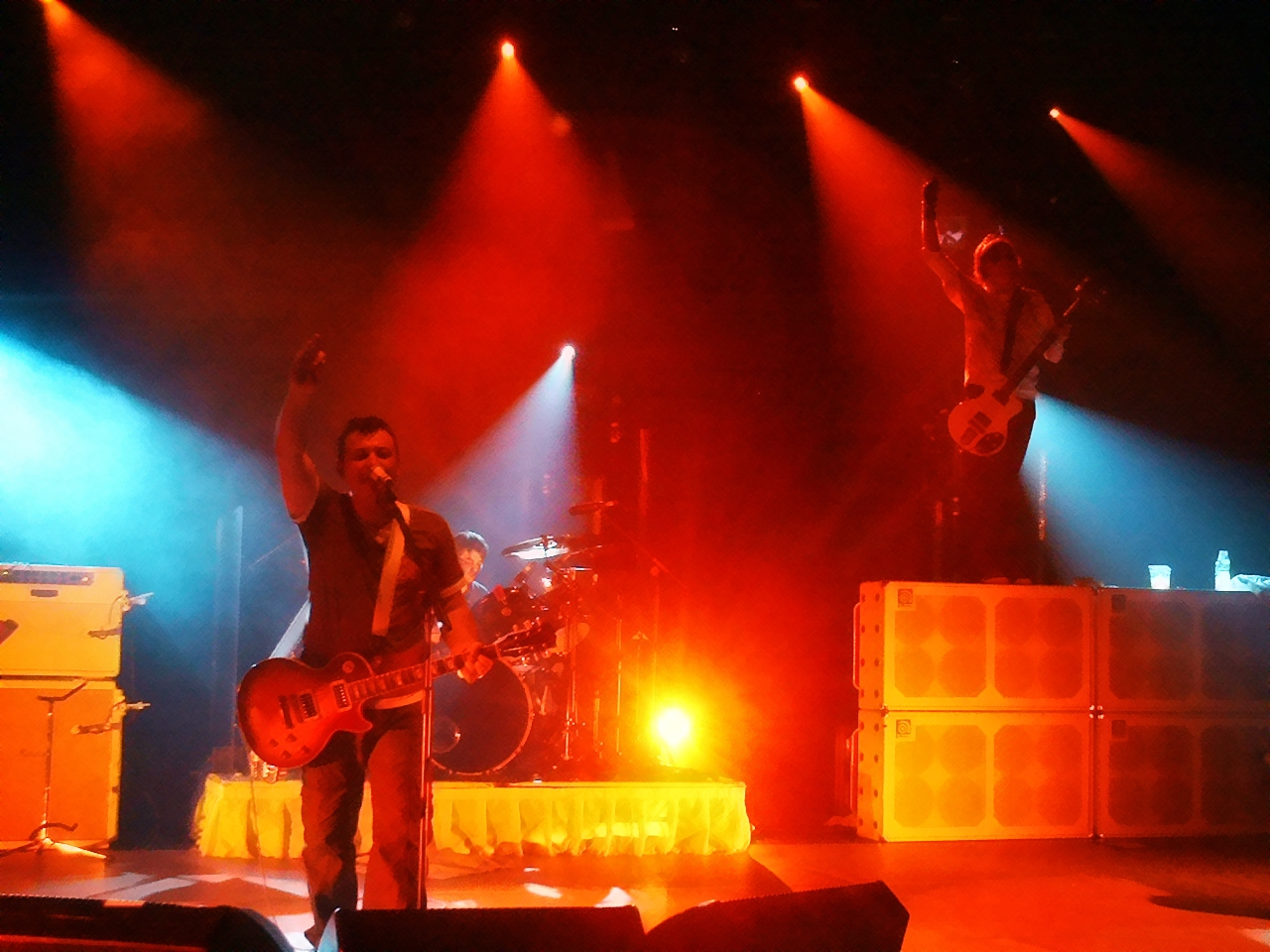
Manic Street Preachers live in London (2005)

Die Mitglieder der Manic Street Preachers lernten sich in der Oakwood Comprehensive School in Blackwood, Wales, kennen. Sie stammen aus einer Gegend, die eine Hochburg des britischen Bergbaus und der britischen Gewerkschaftsbewegung war, und erlebten in ihrer Jugend den Kampf zwischen Margaret Thatcher und den Gewerkschaften. Dieser endete mit einer Niederlage der Gewerkschaften, die damit einen großen Teil ihres politischen und ökonomischen Einflusses in Großbritannien verloren. Die Herkunft aus einer klassischen Arbeitergegend und aus Wales prägt die Band bis heute.
Der Bassist der Band Nicky Wire sagte in einem Interview des Vox-Magazins über ihre Heimat Blackwood: „Falls man ein Museum baute, um Blackwood darzustellen, wäre alles, was man dort ausstellen könnte, Scheiße. Wir haben uns oft bei diesem See namens Pen-y-Fan getroffen. Er wurde gebaut, als sie die Minen schlossen, aber das Wasser wurde grün und schleimig. Sie haben 2000 Fische im See ausgesetzt, aber die starben. Es gibt einen Wirbel in der Mitte des Sees, in dem jedes Jahr ein bis zwei Menschen sterben.“

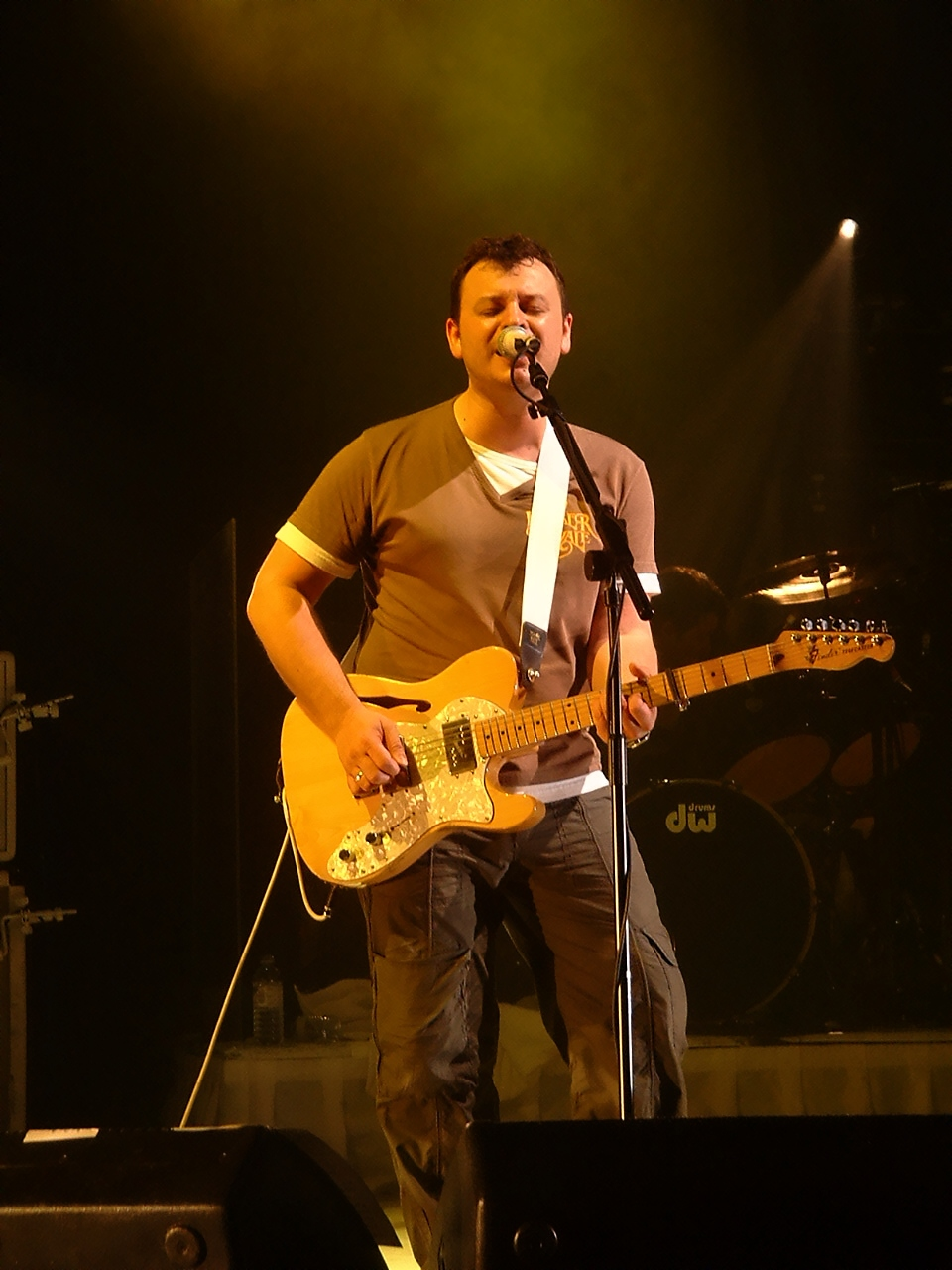
Sänger James Dean Bradfield live in London (2005)

James Dean Bradfield (* 21. Februar 1969 in Newport, Monmouthshire) bestimmt maßgeblich die musikalische Richtung der Band. Er ist Sänger und Gitarrist, zusammen mit seinem Cousin Sean Moore komponiert er die Musik für die Manics. Zu Anfang der Karriere versuchte er sich auch im Texten, kam aber schnell zur Überzeugung, dass Nicky Wire der wesentlich talentiertere Texter war. Einzig zum Song Ocean Spray vom Album Know Your Enemy schrieb er den Text. Neben der Arbeit mit den Manic Street Preachers sang er Duette mit Tom Jones (Reload-Album) und Kylie Minogue (Impossible Princess-Album). 2003 schrieb er die Musik für das Theaterstück The War Is Dead Long Live The War von Nicky Wires Bruder Patrick Jones.

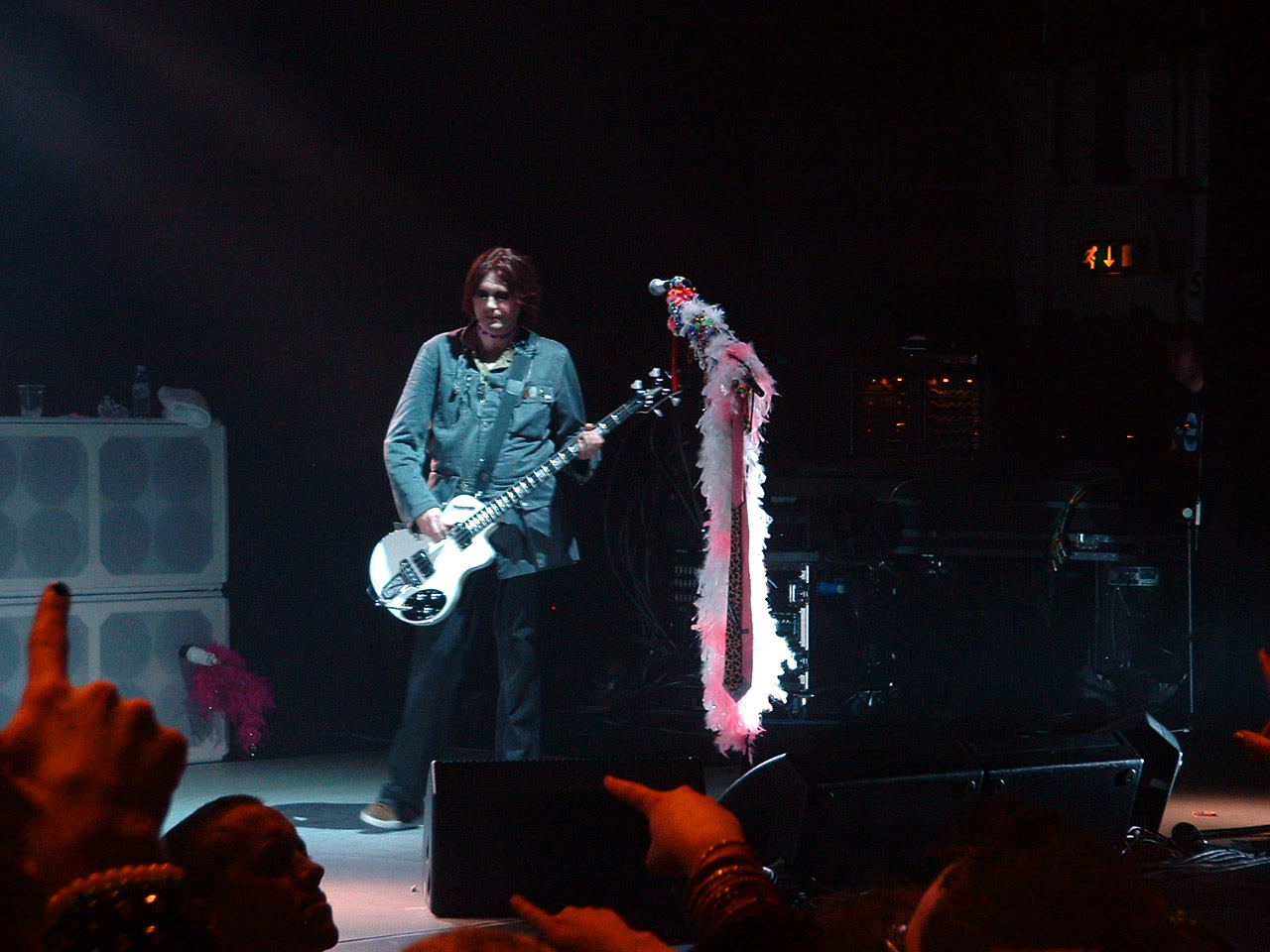
Bassist Nicky Wire live in London (2005)

Nicky Wire (bürgerlich Nicholas Allen Jones (* 20. Januar 1969 in Tredegar, South Wales)) ist der Texter, Bassist und gelegentliche Sänger der Band. Der ehemalige Kapitän der walisischen U-16-Nationalmannschaft im Fußball absolvierte an der Oakdale Comprehensive seine A-Levels in Politik und Recht und studierte später an der University of Wales in Swansea bis zum Abschluss in Politikwissenschaft. Nach eigenen Angaben hätte er sich beim diplomatischen Dienst des Vereinigten Königreichs beworben, wäre ihm nicht seine Musikkarriere dazwischengekommen.
Wire pflegt einen Hang zum androgynen Auftreten, im Gegensatz zu Bradfield, der eher an den Typ des männlichen Rock’n’-Rollers erinnert. Berühmt wurde sein Auftritt als Marilyn Monroe im Video zur frühen Single You Love Us. Wire ist mit seiner Jugendliebe Rachel verheiratet; sie leben zusammen mit Tochter, Sohn und Hund in Wattsville, Wales. Obwohl er privat als eher introvertiert und verschlossen gilt, zeichnet er sich für die oft provokanten und offensiven Texte der Band verantwortlich. Der Tottenham-Hotspur-Fan spielte einen Gibson Thunderbird, einen Rickenbacker oder einen Fender Jazz Bass. Seit einigen Jahren ist er aber praktisch nur noch mit Bässen der Firma Italia (Modell Maranello) zu sehen. 2006 veröffentlichte er sein erstes Soloalbum, I Killed The Zeitgeist.
Sean Moore (* 30. Juli 1968 in Pontypool, Monmouthshire) ist Schlagzeuger, Komponist und gelegentlicher Trompeter der Band. Der Cousin von James Dean Bradfield spielte in seiner Jugend im South Wales Jazz Orchestra, ist Vegetarier, FC-Liverpool-Fan, verheiratet mit Rian und hat eine Tochter.
Richey James (eigentl. Richey James Edwards, * 22. Dezember 1967) ist das seit 1995 vermisste Mitglied der Manics. Er spielte Rhythmusgitarre, schrieb Texte und war für Design und Auftreten der Band verantwortlich. Besonders fasziniert war er von den hungerstreikenden Gefangenen der Irish Republican Army und insbesondere von Bobby Sands, der sich im Gefängnis zu Tode hungerte. James hat eine Schwester namens Rachel. Bis zu seinem Verschwinden war er der unumstrittene Star der Band, der maßgeblich zum öffentlichen Auftreten und Image der Manics beitrug. Zusammen mit Nicky Wire wurden sie bekannt als die 'Glamour Twins'.
Zum näheren Bandumfeld gehören noch Nicky Wires Bruder Patrick Jones, der oft künstlerisch mit der Band oder einzelnen Mitgliedern zusammenarbeitet und einen Teil der Texte für das Album Lifeblood schrieb, wie zum Beispiel „Emily“ oder „Fragments“, sowie die Brüder Philip († 1993) und Martin Hall, die bis zu Philip Halls Tod die Band managten. Seitdem Philip Hall an Krebs starb, übernimmt Martin Hall diese Aufgabe allein.

## Bandgeschichte

### „Suicide Alley“ – Die frühen Jahre
Die Geschichte der Gruppe Manic Street Preachers begann im Jahr 1985. Die Vier waren bereits seit ihrer Schulzeit befreundet. Sie stellten fest, dass sie, inmitten des wirtschaftlichen Niedergangs und politischen Kampfes lebend, weder mit dem einerseits herrschenden Quietismus noch mit der andererseits weit verbreiteten Gute-Laune-Mentalität der damaligen Musikszene etwas anfangen konnten. Alle waren große Fans der Bands The Clash und Joy Division und versuchten, diesen Stil aufnehmend und doch in etwas Neues umwandelnd, Karriere zu machen.
1986 begannen die ersten Pläne zu einer Band: James Dean Bradfield (Gitarre), Flicker (Bass), Sean Moore (Schlagzeug) und Nicky Wire (Gitarre) gründeten die Band „Betty Blue“. Kurzzeitig war Jenny Watkins-Isnardi Sängerin, stieg aber bald wieder aus, woraufhin Bradfield den Gesang allein übernahm. Nicky Wire textete und wechselte nach Flickers Ausstieg 1988 von der Gitarre zum Bass. Zu dieser Zeit waren die Bandmitglieder hinsichtlich der Zukunft der Band positiv und wenig ambitioniert eingestellt. Dies änderte sich erst zwei Jahre später.
Nach Flickers Ausstieg aus der Band wich das eher lockere und legere Selbstverständnis der Band einem ehrgeizigeren und erfolgsorientierteren Denken, wie es unter den damaligen walisischen Teenagern üblich war. Bereits mit ihrem ersten Demotape fuhren sie direkt nach London und drückten es persönlich John Peel in die Hand – damals allerdings noch erfolglos. Die erste Single Suicide Alley erschien im selben Jahr. Das Cover, das sehr an das erste Album von The Clash erinnerte, wurde von Richey James Edwards gestaltet, ebenfalls begann er Texte für die Band zu schreiben, half als Fahrer bei Konzerten und mimte auf der Bühne das Gitarrenspiel. Er sagte dazu, er selbst spielte nicht schlecht, aber ganz klar sei James Dean Bradfield ein um Klassen besserer Gitarrenspieler.
Die Manic Street Preachers, wie sie sich noch vor dem ersten Album nannten, begannen ihre Karriere mit provokanten Auftritten, mit denen sie sich offen gegen die damals vorherrschenden Moden und Bands (Madchester, Shoegazing, Acid-House, Synthie-Pop etc.) stellten.

### „Us against the world“ – Frühe Stilpolitik
Richey James formte maßgeblich die Bandästhetik der frühen Jahre. Ihm verdankten die Manic Street Preachers eine recht einmalige ästhetische Mischung aus The Clash und Guns N’ Roses, Texte, die sich an Albert Camus orientierten, und eine Art des gebrochenen Glamours, die der des (später mit ihnen befreundeten) Marilyn Manson ähnlich ist. Sich anlehnend an den Situationisten Guy Debord sah er Stil als einen unmittelbar politischen Ausdruck, er setzte bewusst künstlerischen Stil ein, um damit inhaltliche und gesellschaftliche Aussagen zu treffen. James Dean Bradfield, zu dessen persönlichen Helden Mick Jones (The Clash) und Slash (Guns N' Roses) gehören, unterstützte den Kurs. Die Band proklamierte, dass jede neue Musikergeneration das Erbe der vorhergehenden zerstören sollte, und startete massive öffentliche Angriffe gegen die aktuelle Musikszene. Besonders in Erinnerung blieb das Statement von Richey James aus dem Jahr 1991, dass er die Band Slowdive mehr hasse als Adolf Hitler (“I will always hate Slowdive more than Hitler.”).
Nicky Wire beschreibt 2003 in einem Interview mit dem Daily Telegraph das damalige Bandgefüge: Wir standen und stehen einander persönlich sehr nah. Wir waren immer eine bizarr gewendete, pervers moralische und grundlegend fehlerhafte Ansammlung von Menschen. Wir dachten, wir vier wären eine Armee, wir hatten sogar ein eigenes 10-Punkte-Manifest aufgeschrieben: keine Freundinnen, keine Drogen, keine Liebeslieder, wir mussten immer Uniformen tragen. Mittlerweile sind wir, glaube ich, bei zwei Punkten angekommen: keine Drogen, wir fassen keine Pharmazeutika an, und ich glaube, wir haben auch nie wirklich ein Liebeslied geschrieben.

### „4 Real“ – Erste Erfolge
Die Band fand einen Förderer in dem Journalisten des Melody Makers, Rob Stanley. Er brachte auf seinem kleinen Punklabel Damaged Records vier der Manics-Demos zusammen auf der EP New Art Riot heraus. Die Veröffentlichung sorgte für ein breites Presseecho, sowohl aufgrund seiner musikalischen Qualitäten als auch wegen seiner Angriffe auf andere Musiker. Am 21. Januar 1991 folgte eine Single beim neuen und angesagten Label Heavenly Records: Motown Junk. Die Single zeigte zum einen mit Public-Enemy- und The-Skids-Samples musikalische Offenheit, zum anderen behielt die Band ihren durch Punk und Metal beeinflussten Rockstil bei. Ebenso setzen sie weiter auf direkten Konfrontationskurs mit der Öffentlichkeit: Unter anderem enthielt der Song die Zeile I laughed when Lennon got shot. Der NME schrieb später über diese Zeit: Sie waren spektakulär gebildete Situationskunst-Terroristen, die die Werte der westlich-kapitalistischen Erwachsenenwelt genug verabscheuten, um zu sagen, bringt euch um, bevor ihr 13 seid. Kurz darauf veröffentlichten sie wieder auf Heavenly mit You love us ein deutliches musikalisches Zeichen ihres Selbstbewusstseins. Die Stücke gehören nicht nur noch heute zum Standardprogramm der Band, sondern halfen auch ihrer Plattenfirma, die danach durch Majorlabels finanzielle Mittel zur Verfügung gestellt bekam.
Auf Anraten ihres Managers Phil Hall zogen die Manics nach London und erspielten sich dort mit Hilfe zahlreicher Live-Auftritte einen festen Publikumsstamm sowie euphorische Kritiken des NME. Bei ihren damaligen Auftritten wurden sie regelmäßig beschimpft und mit diversen Gegenständen beworfen, woraufhin Edwards und James das Publikum beschimpften und kurze, energetische Gigs durchzogen, die an die Ramones erinnerten, eine punkartige Interaktion zwischen Band und Publikum, die seit The Jesus and Mary Chain einige Jahre vorher nicht mehr vorgekommen war.
Unter Anhängern legendär ist das Interview mit dem Journalisten Steve Lamacq des New Musical Express vom 15. Mai 1991, in dem sich Richey James, von Lamacq kritisch befragt, wie ernst es die Band überhaupt nähme, während des Interviews mit einer Rasierklinge ein 4 Real in den Arm schnitt. Die Wunde musste danach mit 17 Stichen genäht werden.
1992 unterzeichneten Columbia Records und die Manics den ersten Plattenvertrag bei einem Majorlabel, bevor auch nur eine Langspielplatte von ihnen erschienen war. Sie selbst wollten zu dieser Zeit ein Album veröffentlichen, das erfolgreicher als Guns N' Roses' Appetite for Destruction war, danach durch die Welt touren und sich anschließend wieder auflösen. Ihr erstes Album Generation Terrorists erbrachte mit Platz 20 der britischen Charts und weltweit verkauften 250.000 Exemplaren zwar einen achtbaren Erfolg, erreichte jedoch bei weitem nicht das gesteckte Ziel, so dass auch der Rest des Plans hinfällig wurde und die Waliser sich zum Weitermachen entschlossen. Im November 2012 wurde Generation Terrorists zum 20. Jubiläum seiner Erstveröffentlichung in verschiedenen Fassungen und mit viel Bonusmaterial neu herausgebracht.
Es folgten Jahre, in denen die Band lernen musste, mit ihrem raschen Erfolg umzugehen; sie selbst bezeichnen dies im Nachhinein als schlechtesten Abschnitt der Bandgeschichte. Das Album Gold Against the Soul war nach ihrer Meinung unfokussiert und zeigte eine Tendenz zur Beliebigkeit. Die Band trat gar als Vorband von Bon Jovi auf. Die Bilderstürmer selbst waren plötzlich Teil der Musikindustrie geworden, ohne sich sicher zu sein, wie sie mit ihrer neuen Rolle umgehen sollten. Dennoch enthält das Album einige Lieder, die sich auch heute noch bei den Fans großer Beliebtheit erfreuen, etwa die beiden Singles La Tristesse Durera oder From Despair to Where.
Einen schweren Schlag erlitt die Band, als Manager und Freund Phil Hall 1993 seinem Krebsleiden erlag; Richey James’ persönliche Probleme nahmen erheblich zu.

### The Holy Bible
Das 1994 veröffentlichte Studioalbum The Holy Bible gilt vielen älteren Fans bis heute als das Referenzwerk der Band. Nach einer Phase, in der die Band nach eigenen Aussagen eine inhaltliche und stilistische Linie zu verlieren drohte, besann sie sich hier auf einen kompromisslosen und dunklen Stil.
Das öffentliche Auftreten der Band zu dieser Zeit war von militärischen Outfits und einem an den frühen Clash oder dem Film Apocalypse Now angelehnten Stil geprägt. Bei allen Videoveröffentlichungen trugen die Band-Mitglieder Army- oder Navy-Uniformen; nach einem Auftritt bei der Sendung Top of the Pops gingen beim Sender rekordverdächtige 250.000 Protestschreiben ein, da Bradfield während des Gigs eine Sturmhaube im IRA-Stil trug. Zum Album erfolgte eine Europatour mit Suede und Therapy?, die mit einem Konzert in London endete, bei dem die Manics Ausrüstung im Wert von ungefähr 10.000 Pfund auf der Bühne zerschlugen und Wire kommentierte: Wir werden nie wieder so gut sein wie heute.
The Holy Bible war das letzte Album, das unter Mitwirkung von Richey James entstand; er hatte bei ihm größeren Anteil als bei den vorherigen Veröffentlichungen. Nicky Wire sagte Jahre später in einem Interview: Es ist die Richtung, in die Richey uns gehen lassen wollte, sehr aggressiv und automated, nicht dass er musikalisch einen Plan gehabt hätte. Ende 2004 erfolgte ein überarbeiteter und um zahlreiche Bonusmaterialien angereicherter Release des Albums auf DVD.

### Das Verschwinden von Richey James Edwards
Das einschneidendste Erlebnis der Bandgeschichte war das Verschwinden von Richey James Edwards am 1. Februar 1995. Im öffentlichen Auftreten der Band fungierte er bisher als der dominierende Part, das ‚Sprachrohr‘ der Band. Danach wurden sämtliche Aktivitäten, die mit den Manic Street Preachers zu tun hatten, für ein halbes Jahr eingestellt. Die übrigen Mitglieder überlegten, die Band ganz aufzulösen, machten aber letztlich mit dem Segen von Richeys Familie weiter, da sie sich darauf einigten, dass diese Entscheidung im Sinne von Edwards sein würde und er bei gleichbleibendem Erfolg irgendwann vielleicht wieder zurückkehren würde.

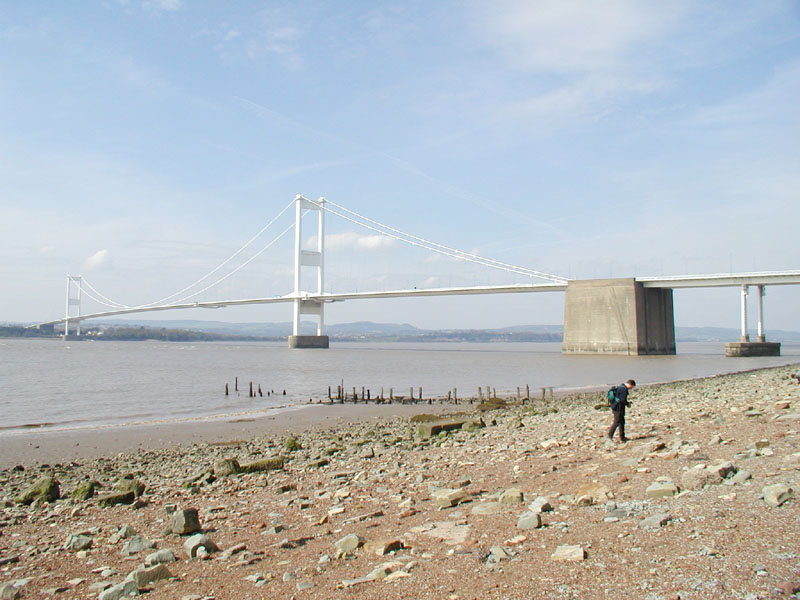
Die Severn Bridge, Grenze zwischen England und Wales, an der Richey James’ Auto gefunden wurde

Richey war schon in seiner Jugend durch exzessives Verhalten aufgefallen, im Alter von 13 schrieb er bei einem Schulprojekt über William Shakespeare einen 859-seitigen Text, allein um sich zu beschäftigen. Richey hatte bereits vorher depressive Schübe und neigte zur Autoaggression, indem er sich selbst Schnitte zufügte oder brennende Zigaretten auf seinem Körper ausdrückte. Seine Alkohol- und Drogenprobleme waren allgemein bekannt. Zahlreiche seiner Helden wie Sylvia Plath, Kurt Cobain oder Ian Curtis begingen früh Suizid oder zogen sich vollkommen aus der Öffentlichkeit zurück (J. D. Salinger).
1994 zeigte Edwards bei einem Konzert in Bangkok die massiven Selbstverletzungen, die er sich mit einem Messer an der Brust beigebracht hatte. Kurz nach der Veröffentlichung von The Holy Bible willigte er ein, sich in psychiatrische Behandlung zu begeben. Er verbrachte zehn Wochen in Therapie, erst in einem Krankenhaus des National Health Service, danach in einer Privatklinik ('The Priory' in London), und erklärte später, er habe sich wegen Alkoholismus, Anorexia nervosa und Selbstverletzungen in eine Therapie begeben.
In seinem letzten Interview im Januar 1995 trug er einen gestreiften Pyjama und hatte seinen Kopf vollkommen kahl geschoren. Er sprach mit Midori Tsukagoshi vom japanischen Magazin Music Life sowohl von seiner neuen Nüchternheit, als auch davon, dass er nie in der Lage gewesen sei, eine Liebesbeziehung als Erwachsener aufrechtzuerhalten, und davon, dass sein geliebter Hund Snoopy kürzlich im Alter von 17 Jahren gestorben sei.
Am 1. Februar 1995, dem Tag, bevor die Band zu einer großen US-Tour aufbrechen sollte, wurde der zu diesem Zeitpunkt nur noch 90 Pfund (etwa 41 kg) wiegende Edwards zuletzt gesehen. Nachdem er um 7 Uhr morgens das Londoner Embassy-Hotel verließ, ist er in der Öffentlichkeit spurlos verschwunden. Später wurden sein Pass, Kreditkarten, eine Quittung über die Mautgebühr der Severn-Bridge vom gleichen Tag und sein Prozac in seiner Wohnung in Cardiff gefunden, in der er anscheinend noch nach seinem Verschwinden war. Sein Auto, ein Vauxhall Cavalier, wurde später in der Nähe der Severn Bridge über den Severn in Wales an einer Raststation entdeckt – eine Stelle, die traditionell als Übergang von England nach Wales angesehen wird, jedoch auch für ihre zahlreichen Selbstmörder berüchtigt ist. Obwohl Verwandte, Freunde und Fans anfangs noch Hoffnung aus der Tatsache schöpften, dass Edwards zwei Wochen vor seinem Verschwinden 2000 Pfund in einzelnen Tagessätzen von der Bank abgehoben hatte – genug, um sich längere Zeit in der Fremde über Wasser zu halten – fehlt von ihm selbst seither jede Spur. Zahlreiche Fans behaupten, ihn überraschend an dem einen oder anderen Ort gesehen zu haben, wie zum Beispiel auf Fuerteventura oder Goa in Indien. Die Sichtungen verteilen sich zwar über fast die ganze Welt, allerdings führte keine zu einem konkreten Anhaltspunkt.
Am 1. Februar 2002 wurde es nach britischem Recht möglich, ihn für tot erklären zu lassen; seine Eltern verweigerten dies bis zum 23. November 2008, als er für „vermutlich tot“ (presumed dead) erklärt wurde. Die Band weigerte sich jahrelang, öffentlich über das Ereignis zu reden. Erst nach der längeren kreativen Pause nach dem Jahr 2000 scheint sich dies langsam zu ändern. Die übrigen Bandmitglieder erwähnen ihn wieder in der Öffentlichkeit, das 2004er-Album Lifeblood enthält mit Cardiff Afterlife einen Song, der sich explizit mit ihm auseinandersetzt. 2009 erschien Journal for Plague Lovers, das neunte Album, welches ausschließlich Texte von Richey James Edwards beinhaltet.

### „A Design for Life“ – Mainstream-Erfolge
Nach einer längeren Pause nahm die Band in der Normandie eine neue Platte auf. Während auf Everything Must Go noch ein größerer Teil der Texte von James stammte, war sie musikalisch offener und einfacher zugänglich, so dass die Band auch Zuhörer außerhalb ihres festen Fan-Kreises erreichen konnte. Für das Album, das von allen Alben die besten Kritiker-Besprechungen bekam, und innerhalb Großbritanniens reihenweise Preise einsammelte, erhielt die Band eine doppelte Platin-Schallplatte, der Song A Design for Life wurde der weltweit bestverkaufte Manics-Hit bis dato.
Der Trend setzte sich fort: This is my truth tell me yours brachte nicht nur die ersten Nummer-eins-Hits in Großbritannien, sondern auch internationale Bekanntheit. Die Band spielte 1998 eine ausverkaufte Tour in Großbritannien, die in drei Konzerten in der ausverkauften Cardiff Arena endete. Anfang 1999 tourten sie in (Kontinental-)Europa, Japan und Australien, später waren sie Headliner beim Glastonbury Festival und spielten das erste Mal seit 1996 Konzerte in den USA, die in einer Mischung aus Chaos, Kontroverse und seitenlangen Diskussionen in der Musikpresse endeten. Im selben Jahr gewannen sie wieder die Brit-Awards in den Kategorien Beste Band und Bestes Album und waren damit die ersten Musiker, die Auszeichnung für das beste Album für zwei aufeinander folgende Veröffentlichungen bekamen.
Die Band selbst nahm die großen Erfolge ohne Richey James mit gemischten Gefühlen auf. Nicky Wire sagt Jahre später in einem Interview mit VH1: Es war bittersüß. Wir haben uns nie schuldig gefühlt, aber traurig, dass er nicht mehr da war. Besonders wenn ein Song wie If you tolerate this your children will be next auf Nummer Eins der Charts war. Als das Lied dort stand, hatten wir das Gefühl, es wäre die Summe all dessen, was wir erreichen wollten: einen Song mit einer solchen Geisteshaltung, der tatsächlich in das öffentliche Bewusstsein eindringt. Das war immer unser Plan und wir hatten das Gefühl, es wäre für ihn ein perfekter Moment gewesen. Viele Leute sehen den Punkt nicht, aber er hätte den Erfolg des Songs geliebt und wäre glücklich gewesen. Einfach weil es ein Song über den Spanischen Bürgerkrieg war, der etwas aus der Vergangenheit nimmt, um zu zeigen, was in der Gegenwart nicht stimmt.

### Cardiff und Kuba – Re-Releases und spektakuläre Konzerte
Während sich die Band mit Neuveröffentlichungen in den nächsten Jahren zurückhielt, spielte sie um die Jahrtausendwende zwei spektakuläre Konzerte: Silvester 1999/2000 im Millennium Stadium in Cardiff vor 65.000 Zuschauern, sowie am 17. Februar 2001 in Havanna. Es war das erste Konzert einer westlichen Popband seit der kubanischen Revolution von 1959 überhaupt. Sie spielten im Karl-Marx-Theater und trafen sich mit Fidel Castro. Sie selbst gaben keinen Kommentar zu Fidel Castro ab, widmeten aber das Lied You Love Us dem beim Konzert anwesenden Boxer und Volkshelden Félix Savón. Auf die Menschenrechtssituation im Land angesprochen, antwortete Nicky Wire, dass Kuba nicht perfekt sei, aber das Land am ehesten von allen Ländern je dem Sozialismus nahegekommen wäre. Die Single The Masses Against The Classes, die mit der Kubanischen Flagge auf dem Cover verkauft wurde, erreichte den ersten Platz der britischen Charts, obwohl niemand Anstrengungen unternahm, sie überhaupt zu bewerben. Beinahe nahtlos konnten sie mit dem nächsten Album Know Your Enemy an den Erfolg anschließen. Das Album verkaufte sich sehr gut und fand auch die Gnade vieler alter Fans, da es wieder wesentlich rockiger war.

### „Cardiff Afterlife“ – Nach drei Jahren ein neues Album
In den Jahren danach wurde es ruhiger um die Band. Die Bandmitglieder beschäftigten sich primär mit der Veröffentlichung und Aufarbeitung alten Materials: 2002 erschien Forever Delayed mit den je nach Meinung des Rezensenten besten oder aber kommerziell erfolgreichsten Liedern der Band, 2003 dann Lipstick Traces (benannt nach dem Buch von Greil Marcus) mit B-Seiten und Raritäten. Hinzu kamen ein Fotobuch und diverse DVDs. Erst 2003 begann die Band wieder ein Album einzuspielen: Das im November 2004 veröffentlichte Lifeblood setzt sich in den Songs Cardiff Afterlife und 1985 direkt mit der Bandgeschichte auseinander, es ist wesentlich ruhiger und introvertierter als alle vorherigen Veröffentlichungen.

### „Send Away the Tigers“ – Zurück zu den Rock-Wurzeln
Nach der Tour zu Lifeblood nahm sich die Band eine Auszeit, laut James Dean Bradfield „die erste Pause nach 20 Jahren“. In der zweiten Hälfte des Jahres 2006 veröffentlichten sowohl Bradfield (The Great Western) als auch Wire (I Killed the Zeitgeist) Solo-Alben. Die Band hatte aber bereits im Vorfeld erklärt, dass dies kein Anzeichen für ein Ende der Manic Street Preachers sei.
Das achte Studioalbum der Band hieß Send Away the Tigers und erschien im Mai 2007. Als Vorab-Single wurde Your Love Alone is Not Enough ausgekoppelt, ein Duett mit der schwedischen Sängerin Nina Persson (The Cardigans). Die Single erreichte ebenso wie das Album im Vereinigten Königreich Platz zwei der Charts und bestätigte die Popularität der Manic Street Preachers. In Deutschland schaffte es Send Away the Tigers auf Platz 50. Im Rahmen der Tour zum Album gab die Band auch wieder Auftritte auf dem europäischen Festland. In Deutschland war sie unter anderem beim Hurricane Festival und beim Southside Festival 2007 zu sehen.
Weitere Singleauskopplungen aus dem Album waren Autumnsong und Indian Summer. Die Kritiken zu Send Away the Tigers waren überwiegend positiv, da sich die Manic Street Preachers nach dem ruhigen Lifeblood diesmal wieder verstärkt ihren Rock-Wurzeln zuwendeten und viele Songs an die Ära von Everything Must Go erinnerten.
Zum Jahreswechsel 2007/2008 veröffentlichte die Band auf ihrer Homepage den nicht auf dem Album enthaltenen Song The Ghost of Christmas als kostenlosen Download. Im Februar 2008 wurden die Manic Street Preachers vom New Musical Express mit dem „Godlike Genius Award“ geehrt. Zu diesem Anlass nahm die Band ein Cover des Lieds Umbrella von Rihanna auf, das als Download-Single bei iTunes veröffentlicht wurde und Platz 47 der britischen Charts erreichte.

### „Journal for Plague Lovers“ – Tribut an Richey James Edwards
Das neunte Studioalbum der Manic Street Preachers erschien im Mai 2009 unter dem Titel Journal for Plague Lovers. Es hatte bereits im Vorfeld große Aufmerksamkeit erhalten, da die Band ankündigte, dass die Texte auf dem Album ausschließlich aus der Feder des verschwundenen Richey James Edwards stammten. In der Pressemitteilung hieß es, Edwards habe kurz vor seinem Verschwinden jedem der drei übrigen Bandmitglieder Mappen mit Texten gegeben. Vier der darin enthaltenen Entwürfe hatten die Manic Street Preachers bereits auf Everything Must Go verarbeitet. Knapp vierzehn Jahre nach Edwards' Verschwinden traute sich die Band zu, die meisten der übrigen Textfragmente zu verwenden und Musik dazu zu komponieren. Dennoch wurden laut Nicky Wire nicht alle von Edwards' Entwürfen verwendet, da einige davon lediglich Haikus gewesen sein und etwa acht bis zehn weitere als „zu unmöglich“ eingestuft wurden. Als Produzenten für das Album verpflichtete man Steve Albini, der unter anderem für das Nirvana-Album In Utero verantwortlich gewesen war.
Journal for Plague Lovers erhielt international überwiegend positive Kritiken. Passend zur düsteren Natur der Texte hatten sich die Musiker zu einem rohen und unfertigen Sound entschlossen, der bewusst an die Ära von The Holy Bible anknüpfen sollte. Obwohl sich die Manic Street Preachers dazu entschlossen, keine Singles aus dem Album zu veröffentlichen, gelangte das Album in den britischen Charts auf Platz drei. In Deutschland war Platz 49 die höchste Platzierung.
Auf der Tour zu diesem Album spielten die Manic Street Preachers erstmals seit zehn Jahren wieder Konzerte in den USA.

### „National Treasures“: Die zweite Greatest-Hits-Sammlung
2011 erschien die Compilation National Treasures mit ihren bislang veröffentlichten 37 Singles. Mit This Is The Day befindet sich auch eine brandneue Aufnahme auf dem Album. Es ist eine Bearbeitung des gleichnamigen The-The-Songs aus dem Jahre 1983 und gleichzeitig die erste Coverversion seit fast 20 Jahren, die die Manic Street Preachers als Single veröffentlichen.
Im April und Mai 2012 spielten die Manic Street Preachers eine „Greatest Hits“-Tournee auf dem europäischen Festland und gaben dabei auch zahlreiche Konzerte im deutschsprachigen Raum.

### „Rewind the Film“ und „Futurology“: Album-Doppelschlag
Im Juli 2013 meldete sich die Band aus einer kurzen Auszeit zurück und kündigte die Veröffentlichung eines neuen Albums namens Rewind the Film an. Das Album, das unter anderem in den Hansa Studios in Berlin aufgenommen wurde, erschien im September 2013. Es erhielt im Allgemeinen bessere Kritiken als der Vorgänger Postcards From a Young Man. Die Lieder auf Rewind the Film waren größtenteils ruhiger als auf den Alben zuvor.
Schon vor der Veröffentlichung von Rewind the Film hatten die Manic Street Preachers bekannt gegeben, dass sie genug Material für ein weiteres neues Album aufgenommen hatten. Am 7. Juli 2014 erschien Futurology, auf dem unter anderem die deutsche Schauspielerin Nina Hoss (Europa geht durch mich) und Green Gartside von Scritti Politti (Between The Clock And The Bed) zu hören sind.

### „Resistance Is Futile“: Neues Album nach vier Jahren
Obwohl die Band in den folgenden Jahren regelmäßig Konzerte gab, dauerte es bis zum April 2018, bis das neue Album Resistance Is Futile erschien. Es wurde zum Teil im neuen bandeigenen Studio in der Nähe von Newport aufgenommen. Stilistisch bietet es einen Querschnitt der vorherigen Alben. Im Sommer 2018 spielten die Manic Street Preachers einige Konzerte als Vorgruppe der Guns'n'Roses.

## Fans und Rezeption
Während die Manic Street Preachers auf den britischen Inseln und insbesondere in Wales auf eine große Fangemeinschaft und sichere Platzierungen in den Charts zählen können, ist deren Anhängerschaft in den deutschsprachigen Ländern wesentlich kleiner. Neben einer kleinen Fangemeinde sind es hier meist entweder die Anhänger britischer Popmusik oder allgemein sehr popinteressierte Menschen, die die Band wahrnehmen. In den USA wird die Band trotz mehrerer Versuche, dort Fuß zu fassen, kaum wahrgenommen und hat keine nennenswerte Anhängerschaft. Der Übergang von der Punk- zur Popband und die entsprechende Veränderung in der öffentlichen Wahrnehmung zeigt bei den Manics ähnliche Parallelen auf wie einige Jahre zuvor bei den Stranglers, die auf dem Festkontinent ebenfalls erst mit ihren sanfteren Nummern massentauglich wurden.
Anders als bei den meisten britischen Bands wurden die Manic Street Preachers nie ernstlich einer bestimmten Bewegung oder Gruppe innerhalb der britischen Popmusik zugerechnet und blieben so ein singuläres Phänomen – die Band konnte für sich allein stehen, es gab aber auch nie andere bekannte Bands, die sich hauptsächlich auf die Manics bezogen. In ihrem Einfluss auf andere Bands sind die Manics vor allem als Wegbereiter für moderne Musik aus Wales maßgebend. Während sie selbst sich zu Beginn oft in Rezensionen noch mit den Klischees traditioneller Männerchormusik, von Ziegen und entlegenen Bergdörfern herumschlagen musste, konnten in ihrem Gefolge zahlreiche weitere Band wie Catatonia, die Stereophonics, die Super Furry Animals oder Feeder internationale Wahrnehmung erlangen.
Benjamin von Stuckrad-Barre benutzt die Band in seinem Buch Soloalbum als Hintergrund einer vergeblichen Liebe. Das Mädchen und die Manics gehören in seiner Erinnerung zusammen: Die beiden küssen und denken an, naja, woran wohl, an meinen Pickel sicher nicht. (...) Zu Hause schreibe ich irgendwas an das Mädchen von eben. (...) Ich zerknülle dieses unsägliche Geleier und bin froh, dass ich keine E-Mails verschicken kann. (...) Naja, immerhin hat sie ja laut die Manics gesungen, auch und gerade „A Design For Life“, das war also von vornherein klar (ihr!):
We don’t talk about love / We only want to get drunk.
In Tristesse Royal wird And if you tolerate this, then your children will be next als Motto einem Kapitel vorangestellt.

## Diskografie
Studioalben

| Jahr | Titel                          | Höchstplatzierung, Gesamtwochen, AuszeichnungChartplatzierungen (Jahr, Titel, Platzierungen, Wochen, Auszeichnungen, Anmerkungen) | Höchstplatzierung, Gesamtwochen, AuszeichnungChartplatzierungen (Jahr, Titel, Platzierungen, Wochen, Auszeichnungen, Anmerkungen) | Höchstplatzierung, Gesamtwochen, AuszeichnungChartplatzierungen (Jahr, Titel, Platzierungen, Wochen, Auszeichnungen, Anmerkungen) | Höchstplatzierung, Gesamtwochen, AuszeichnungChartplatzierungen (Jahr, Titel, Platzierungen, Wochen, Auszeichnungen, Anmerkungen) | Anmerkungen                                                   |
| Jahr | Titel                          | DE | AT | CH | UK | Anmerkungen                                                   |
| ---- | ------------------------------ | --- | --- | --- | --- | ------------------------------------------------------------- |
| 1992 | Generation Terrorists          | — | — | — | UK13 Gold · (28 Wo.)UK | Erstveröffentlichung: 10. Februar 1992 Verkäufe: + 100.000    |
| 1993 | Gold Against the Soul          | DE95 (3 Wo.)DE | — | — | UK8 Gold · (16 Wo.)UK | Erstveröffentlichung: 14. Juni 1993 Verkäufe: + 100.000       |
| 1994 | The Holy Bible                 | — | — | — | UK6 Gold · (11 Wo.)UK | Erstveröffentlichung: 29. August 1994 Verkäufe: + 100.000     |
| 1996 | Everything Must Go             | — | — | — | UK2 ×3Dreifachplatin · (103 Wo.)UK                                                                                                | Erstveröffentlichung: 20. Mai 1996 Verkäufe: + 900.000        |
| 1998 | This Is My Truth Tell Me Yours | DE27 (19 Wo.)DE | AT20 (7 Wo.)AT | CH47 (1 Wo.)CH | UK1 ×3Dreifachplatin · (74 Wo.)UK                                                                                                 | Erstveröffentlichung: 9. September 1998 Verkäufe: + 1.084.653 |
| 2001 | Know Your Enemy                | DE13 (8 Wo.)DE | AT42 (8 Wo.)AT | CH40 (8 Wo.)CH | UK2 Gold · (16 Wo.)UK | Erstveröffentlichung: 19. März 2001 Verkäufe: + 100.000       |
| 2004 | Lifeblood                      | DE56 (1 Wo.)DE | — | CH81 (1 Wo.)CH | UK13 Silber · (4 Wo.)UK | Erstveröffentlichung: 1. November 2004 Verkäufe: + 60.000     |
| 2007 | Send Away the Tigers           | DE50 (2 Wo.)DE | AT65 (2 Wo.)AT | CH43 (3 Wo.)CH | UK2 Gold · (13 Wo.)UK | Erstveröffentlichung: 7. Mai 2007 Verkäufe: + 107.500         |
| 2009 | Journal for Plague Lovers      | DE49 (1 Wo.)DE | — | CH30 (1 Wo.)CH | UK3 Silber · (5 Wo.)UK | Erstveröffentlichung: 18. Mai 2009 Verkäufe: + 60.000         |
| 2010 | Postcards from a Young Man     | DE50 (1 Wo.)DE | — | CH87 (1 Wo.)CH | UK3 Gold · (9 Wo.)UK | Erstveröffentlichung: 20. September 2010 Verkäufe: + 100.000  |
| 2013 | Rewind the Film                | DE31 (1 Wo.)DE | AT62 (1 Wo.)AT | CH51 (1 Wo.)CH | UK4 Silber · (6 Wo.)UK | Erstveröffentlichung: 16. September 2013 Verkäufe: + 60.000   |
| 2014 | Futurology                     | DE33 (1 Wo.)DE | — | CH51 (1 Wo.)CH | UK2 (6 Wo.)UK | Erstveröffentlichung: 7. Juli 2014                            |
| 2018 | Resistance Is Futile           | DE20 (1 Wo.)DE | AT23 (1 Wo.)AT | CH18 (1 Wo.)CH | UK2 (8 Wo.)UK | Erstveröffentlichung: 13. April 2018                          |
| 2021 | The Ultra Vivid Lament         | DE12 (1 Wo.)DE | AT47 (1 Wo.)AT | CH46 (1 Wo.)CH | UK1 (4 Wo.)UK | Erstveröffentlichung: 10. September 2021                      |
| 2025 | Critical Thinking              | DE27 (1 Wo.)DE | AT22 (1 Wo.)AT | CH18 (1 Wo.)CH | UK2 (1 Wo.)UK | Erstveröffentlichung: 31. Januar 2025                         |

## Auszeichnungen
- Godlike Genius Award 28. Februar 2008, vergeben vom New Musical Express
- Best Track für Your Love Alone Is Not Enough, 2007, Q Awards
- Bestes Album für Everything Must Go, 1996, vergeben von der Music Week
- Bestes Album für Everything Must Go, 1996, vergeben von der Sunday Times
- Beste Gruppe und Bestes Album (1996 für Everything Must Go) und (1999 für This Is My Truth Tell Me Yours), vergeben bei den BRIT Awards
- Beste Band der Welt 1998 – Q Awards
- Writers’ Best Album 1996 – Melody Maker
- Beste Band (Leser) und Bestes Album (Journalisten) – 1996 New Musical Express
- Writers’ Best Life Band – 1996 Brat Awards
- Readers Best Album – 1996 – Q Awards
- In den Top 10 der Metal-Hammer-Leserwahl: Album 1996
- In den Top 5 der Besten Alben 1995 – Independent on Sunday
- Bestes Album 1996 – The Guardian